# Elezioni regionali in Basilicata del 1990
Le elezioni regionali in Basilicata del 1990 si tennero il 6-7 maggio.

## Risultati elettorali
| Liste                                                  | Voti    | %     | Seggi |
| ------------------------------------------------------ | ------- | ----- | ----- |
| Democrazia Cristiana (DC)                              | 185.409 | 47,15 | 15    |
| Partito Comunista Italiano (PCI)                       | 75.604  | 19,23 | 6     |
| Partito Socialista Italiano (PSI)                      | 70.947  | 18,04 | 6     |
| Partito Socialista Democratico Italiano (PSDI)         | 23.918  | 6,08  | 2     |
| Movimento Sociale Italiano - Destra Nazionale (MSI-DN) | 13.268  | 3,37  | 1     |
| Partito Repubblicano Italiano (PRI)                    | 7.683   | 1,95  | -     |
| Partito Liberale Italiano (PLI)                        | 5.889   | 1,50  | -     |
| Lista Verde (LV)                                       | 3.722   | 0,95  | -     |
| Democrazia Proletaria (DP)                             | 2.853   | 0,73  | -     |
| Verdi Arcobaleno (VA)                                  | 1.829   | 0,47  | -     |
| Antiproibizionisti sulla Droga                         | 1.476   | 0,38  | -     |
| Lega Sud Lucania                                       | 631     | 0,16  | -     |
| Totale                                                 | 393.229 |       | 30    |

| Riepilogo dei seggi | Riepilogo dei seggi | Riepilogo dei seggi | Riepilogo dei seggi | Riepilogo dei seggi | Riepilogo dei seggi | Riepilogo dei seggi |
| ------------------- | ------------------- | ------------------- | ------------------- | ------------------- | ------------------- | ------------------- |
|                     |                     |                     |                     |                     |                     |                     |
| PCI                 | 6                   | ▼ 1                 |                     | PSI                 | 6                   | ▲ 1                 |
| PSDI                | 2                   | ━                   |                     | DC                  | 15                  | ▲ 1                 |
| MSI-DN              | 1                   | ━                   |                     | PRI                 | 0                   | ▼ 1                 |